# Jan Žambůrek
Jan Žambůrek (Praga, 13 febbraio 2001) è un calciatore ceco, centrocampista dell'Heracles Almelo.

## Carriera

### Club
Cresciuto nei settori giovanili di Bohemians 1905 e Slavia Praga, il 13 agosto 2018 viene acquistato dal Brentford, che lo aggrega alla propria squadra riserve e firmando un contratto triennale. Il 23 febbraio 2019 ha esordito in prima squadra, disputando l'incontro di Championship vinto per 5-1 contro l'Hull City. Nella stagione successiva, inizia a giocare con maggiore regolarità con la prima squadra, totalizzando 19 presenze tra campionato e coppe. Il 5 ottobre 2020 passa in prestito allo Shrewsbury Town. Tuttavia, l'11 gennaio 2021 il prestito viene interrotto, facendo così rientro alla base, con cui gioca 9 incontri tra campionato e coppe. Rimasto ai margini della rosa per la stagione 2021-2022, culminata con il ritorno delle Api in Premier League, il 12 gennaio 2022 viene ceduto a titolo definitivo ai danesi del Viborg.

### Nazionale
Ha rappresentato le nazionali giovanili ceche.

## Statistiche

### Presenze e reti nei club
Statistiche aggiornate al 28 novembre 2022.
| Stagione            | Squadra          | Campionato       | Campionato | Campionato | Coppe nazionali | Coppe nazionali | Coppe nazionali | Coppe continentali | Coppe continentali | Coppe continentali | Altre coppe | Altre coppe | Altre coppe | Totale | Totale |
| Stagione            | Squadra          | Comp             | Pres       | Reti       | Comp            | Pres            | Reti            | Comp               | Pres               | Reti               | Comp        | Pres        | Reti        | Pres   | Reti   |
| ------------------- | ---------------- | ---------------- | ---------- | ---------- | --------------- | --------------- | --------------- | ------------------ | ------------------ | ------------------ | ----------- | ----------- | ----------- | ------ | ------ |
| 2018-2019           | Brentford        | FLC              | 1          | 0          | FACup+CdL       | 0               | 0               |                    | -                  | -                  |             | -           | -           | 1      | 0      |
| 2019-2020           | Brentford        | FLC              | 16         | 0          | FACup+CdL       | 2+1             | 0               |                    | -                  | -                  |             | -           | -           | 19     | 0      |
| ott. 2020-gen. 2021 | Shrewsbury Town  | FL1              | 6          | 0          | FACup+CdL       | 0               | 0               |                    | -                  | -                  | FLT         | 3           | 0           | 9      | 0      |
| gen.-giu. 2021      | Brentford        | FLC              | 6          | 0          | FACup+CdL       | 1+2             | 0               |                    | -                  | -                  |             | -           | -           | 9      | 0      |
| 2021-gen. 2022      | Brentford        | PL               | 0          | 0          | FACup+CdL       | 0               | 0               |                    | -                  | -                  |             | -           | -           | 0      | 0      |
| Totale Brentford    | Totale Brentford | Totale Brentford | 23         | 0          |                 | 6               | 0               |                    | -                  | -                  |             | -           | -           | 29     | 0      |
| gen.-giu. 2022      | Viborg           | SL               | 5+9        | 0          | CD              | -               | -               |                    | -                  | -                  |             | -           | -           | 14     | 0      |
| 2022-2023           | Viborg           | SL               | 14         | 1          | CD              | 3               | 0               | UECL               | 6                  | 0                  |             | -           | -           | 23     | 1      |
| Totale Viborg       | Totale Viborg    | Totale Viborg    | 19+9       | 1+0        |                 | 3               | 0               |                    | 6                  | 0                  |             | -           | -           | 37     | 1      |
| Totale carriera     | Totale carriera  | Totale carriera  | 57         | 1          |                 | 9               | 0               |                    | 6                  | 0                  |             | -           | -           | 72     | 1      |